# Opopaea gabon
Opopaea gabon là một loài nhện trong họ Oonopidae.
Loài này thuộc chi Opopaea. Opopaea gabon được miêu tả năm 2008 bởi Michael Saaristo & Marusik.